# Vanamõisa (Kose)
Vanamõisa (Duits: Wannamois) is een plaats in de Estlandse gemeente Kose, provincie Harjumaa. De plaats heeft de status van dorp (Estisch: küla).
Tot in 2013 lag het dorp in de gemeente Kõue. In dat jaar ging Kõue op in de gemeente Kose.

## Bevolking
Het dorp had 2 inwoners op 31 december 2011 en 3 inwoners op 31 december 2021.

## Ligging
De plaats ligt in een moerasgebied tegen de grens van Harjumaa met de provincie Järvamaa.

## Geschiedenis
Vanamõisa werd voor het eerst genoemd In 1782 onder de naam Wannamois, een dorp op het landgoed van Saarnakõrve. In 1900 was het dorp ook het centrum van een veehouderij (Estisch: karjamõis) op dat landgoed. De naam Vanamõisa betekent ‘oud landgoed’. Het is mogelijk dat het bestuurscentrum van het landgoed Saarnakõrve oorspronkelijk hier lag, maar dat is geen bewezen feit.
Tussen 1977 en 1997 maakte Vanamõisa deel uit van het buurdorp Kõrvenurga.